# Christian Plaziat
Christian Plaziat (Lyon, Francia, 28 de octubre de 1962) es un atleta francés retirado especializado en la prueba de decatlón, en la que ha conseguido ser campeón europeo en 1990.

## Carrera deportiva
En el Campeonato Europeo de Atletismo de 1990 ganó la medalla de oro en la competición de decatlón, consiguiendo un total de 8574 puntos, por delante del húngaro Dezső Szabó y del alemán Christian Schenk (bronce con 8433 puntos).